# Sushila Kapadia
Sushila Kapadia (* 27. September 1932 in Bombay, geborene Sushila Rege; † 2023) war eine indische Badmintonspielerin. 

## Karriere
Sushila Rege gewann zum Auftakt ihrer Karriere bei ihrem zweiten Start bei den indischen Meisterschaften 1952 alle drei möglichen Titel bei den indischen nationalen Meisterschaften. Ein Jahr später konnte sie zwei dieser Titel verteidigen. Weitere Siege folgten, mittlerweile verheiratet als Sushila Kapadia, 1955, 1957, 1958 und 1963.

## Sportliche Erfolge
| Saison | Veranstaltung                 | Disziplin   | Platz | Name                                 |
| ------ | ----------------------------- | ----------- | ----- | ------------------------------------ |
| 1952   | Indien: Einzelmeisterschaften | Damendoppel | 1     | Sushila Rege / Shashi Bhatt          |
| 1952   | Indien: Einzelmeisterschaften | Dameneinzel | 1     | Sushila Rege                         |
| 1952   | Indien: Einzelmeisterschaften | Mixed       | 1     | Henry Ferreira / Sushila Rege        |
| 1953   | Indien: Einzelmeisterschaften | Dameneinzel | 1     | Sushila Rege                         |
| 1953   | Indien: Einzelmeisterschaften | Damendoppel | 1     | Sushila Rege / Shashi Bhatt          |
| 1955   | Indien: Einzelmeisterschaften | Damendoppel | 1     | Prem Prashar / Sushila Kapadia       |
| 1957   | Indien: Einzelmeisterschaften | Damendoppel | 1     | Prem Prashar / Sushila Kapadia       |
| 1957   | Indien: Einzelmeisterschaften | Mixed       | 1     | Chandrakant Deoras / Sushila Kapadia |
| 1958   | Indien: Einzelmeisterschaften | Damendoppel | 1     | Prem Prashar / Sushila Kapadia       |
| 1958   | Indien: Einzelmeisterschaften | Dameneinzel | 1     | Sushila Kapadia                      |
| 1960   | Canadian Open                 | Mixed       | 2     | Tan Joe Hok / Sushila Kapadia        |
| 1963   | Indien: Einzelmeisterschaften | Damendoppel | 1     | Sushila Kapadia / Manda Kelkar       |